# Неупругое рассеяние
Неупру́гое рассе́яние — столкновение частиц (включая столкновения с фотонами), сопровождающееся изменением их внутреннего состояния, превращением в другие частицы или дополнительным рождением новых частиц.
Неупругим рассеянием являются, например, возбуждение или ионизация атомов при их столкновениях, ядерные реакции, превращения элементарных частиц при соударениях или множественное рождение частиц. Для каждого типа («канала») неупругого рассеяния существует своя наименьшая (пороговая) энергия столкновения, начиная с которой возможно протекание данного процесса. Полная вероятность рассеяния при столкновении частиц (характеризуемая полным эффективным сечением рассеяния) складывается из вероятностей упругого рассеяния и неупругого рассеяния; при этом между упругим и неупругими процессами существует связь, определяемая оптической теоремой.
Понятие неупругого рассеяния встречается во многих разделах физики волн, помимо квантовой механики. Например, в волновой оптике примером неупругого рассеяния является рассеяние света на абсолютно чёрном теле.